# Hagedet
Hagedet est une commune française située dans le nord-ouest du département des Hautes-Pyrénées, en région Occitanie. Sur le plan historique et culturel, la commune est dans le pays de Rivière-Basse, qui s’allonge dans la moyenne vallée de l’Adour, à l’endroit où le fleuve marque un coude pour s’orienter vers l’Aquitaine.
Exposée à un climat océanique altéré, elle est drainée par le Louet et par divers autres petits cours d'eau.
Hagedet est une commune rurale qui compte 42 habitants en 2022, après avoir connu un pic de population de 166 habitants en 1793. Elle fait partie de l'aire d'attraction de Maubourguet..
Ses habitants sont appelés les Hagedetais.

## Géographie

### Localisation
La commune de Hagedet se trouve dans le département des Hautes-Pyrénées, en région Occitanie.
Elle se situe à 33 km à vol d'oiseau de Tarbes, préfecture du département, et à 8 km de Maubourguet, bureau centralisateur du canton du Val d'Adour-Rustan-Madiranais dont dépend la commune depuis 2015 pour les élections départementales.
La commune fait en outre partie du bassin de vie de Maubourguet.
Les communes les plus proches sont : 
Lascazères (1,4 km), Soublecause (1,4 km), Bétracq (2,3 km), Villefranque (2,8 km), Monpezat (3,6 km), Caussade-Rivière (3,8 km), Madiran (4,4 km), Lasserre (4,4 km).
Sur le plan historique et culturel, Hagedet fait partie du pays de Rivière-Basse, qui s’allonge dans la moyenne vallée de l’Adour, à l’endroit où le fleuve marque un coude pour s’orienter vers l’Aquitaine.

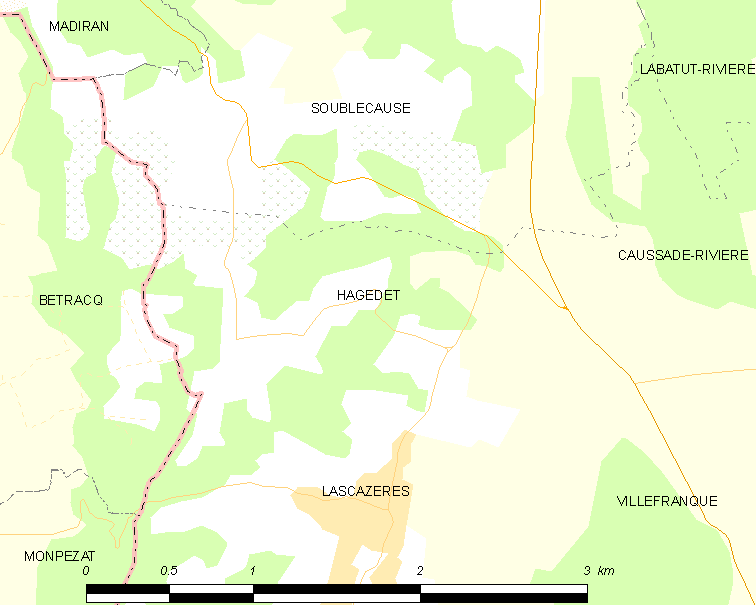
Carte de la commune de Hagedet et des proches communes.

|                                | Soublecause |                  |
| Bétracq (Pyrénées-Atlantiques) | Hagedet     | Caussade-Rivière |
|                                | Lascazères  |                  |

### Paysages et relief

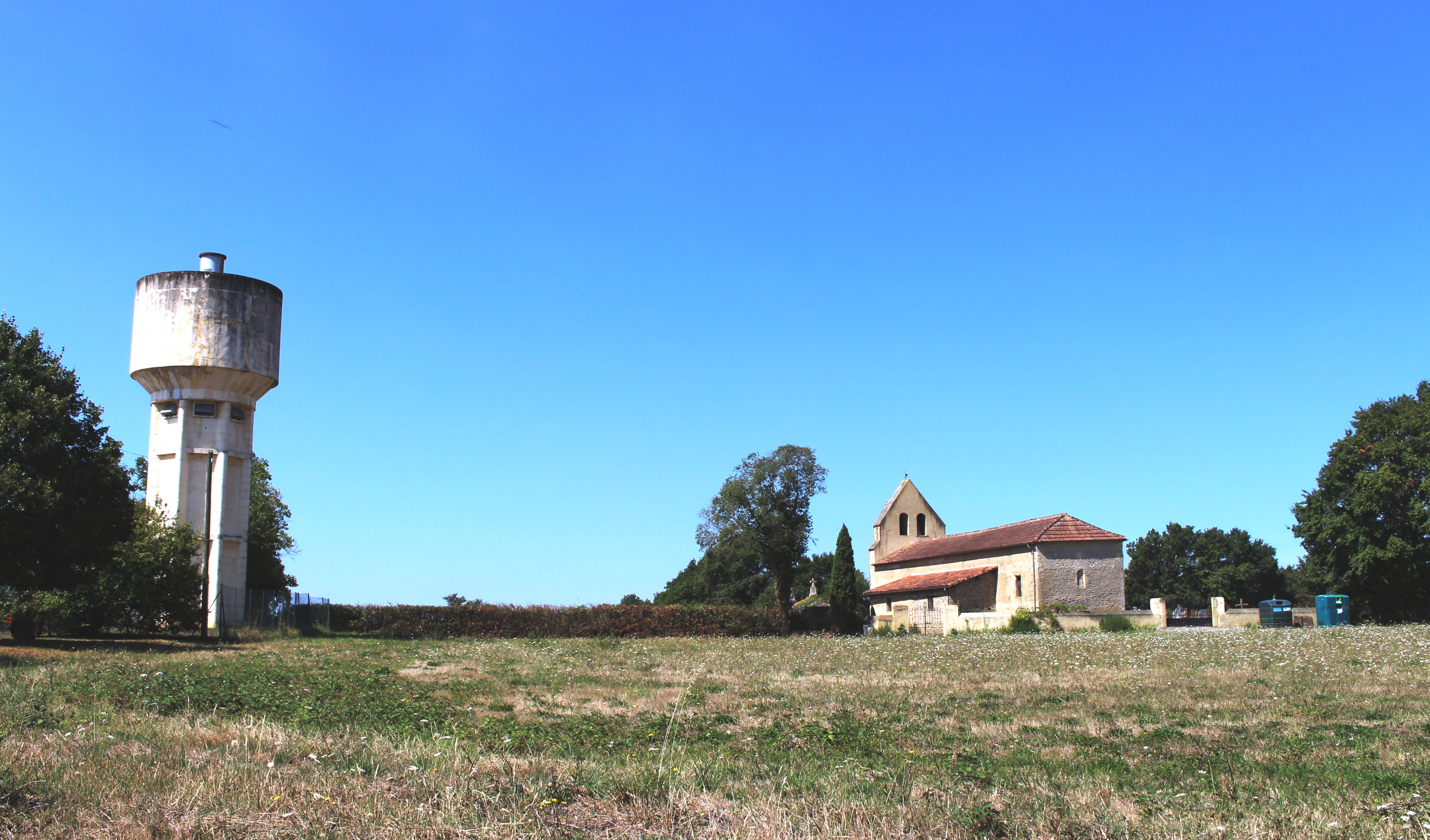
Vue partielle du village.

### Hydrographie
La commune est dans le bassin de l'Adour, au sein du bassin hydrographique Adour-Garonne. Elle est drainée par le Louet, le ruisseau du Houlet et par deux petits cours d'eau, constituant un réseau hydrographique de 2 km de longueur totale,.
Le Louet, d'une longueur totale de 44,3 km, prend sa source dans la commune de Gardères et s'écoule vers le nord. Il traverse la commune et se jette dans l'Adour à Castelnau-Rivière-Basse, après avoir traversé 22 communes.

### Climat
Le climat est tempéré de type océanique, en raison de l'influence proche de l'océan Atlantique situé à peu près 150 km plus à l'ouest. La proximité des Pyrénées fait que la commune profite d'un effet de foehn, il peut aussi y neiger en hiver, même si cela reste inhabituel.
| Mois                              | jan.  | fév.  | mars  | avril | mai   | juin  | jui.  | août  | sep.  | oct.  | nov.  | déc.  | année   |
| --------------------------------- | ----- | ----- | ----- | ----- | ----- | ----- | ----- | ----- | ----- | ----- | ----- | ----- | ------- |
| Température minimale moyenne (°C) | 0,6   | 1,3   | 2,7   | 5,2   | 8,3   | 11,6  | 14,1  | 13,9  | 11,7  | 8     | 3,6   | 1,3   | 6,9     |
| Température moyenne (°C)          | 5,3   | 6,1   | 7,8   | 10    | 13,3  | 16,7  | 19,3  | 19    | 17,2  | 13,3  | 8,5   | 5,8   | 11,9    |
| Température maximale moyenne (°C) | 9,9   | 11    | 12,9  | 14,8  | 18,3  | 21,7  | 24,5  | 24    | 22,6  | 18,6  | 13,4  | 10,4  | 16,8    |
| Ensoleillement (h)                | 108,8 | 118,8 | 155,6 | 157,2 | 181,3 | 191,5 | 215,5 | 196,4 | 194,5 | 164,4 | 124,4 | 104,4 | 1 912,8 |
| Précipitations (mm)               | 112,8 | 97,5  | 100,2 | 105,7 | 113,6 | 80,7  | 57,3  | 70,3  | 71    | 85,2  | 93    | 112,1 | 1 099,4 |

### Logement
En 2012, le nombre total de logements dans la commune est de 29.

Parmi ces logements, 74,9 % sont des résidences principales, 12,5 % des résidences secondaires et 12,5 % des logements vacants.

### Milieux naturels et biodiversité
Aucun espace naturel présentant un intérêt patrimonial n'est recensé sur la commune dans l'inventaire national du patrimoine naturel,,.

## Urbanisme

### Typologie
Au 1er janvier 2024, Hagedet est catégorisée commune rurale à habitat très dispersé, selon la nouvelle grille communale de densité à sept niveaux définie par l'Insee en 2022.
Elle est située hors unité urbaine. Par ailleurs la commune fait partie de l'aire d'attraction de Maubourguet, dont elle est une commune de la couronne,. Cette aire, qui regroupe 13 communes, est catégorisée dans les aires de moins de 50 000 habitants,.

### Occupation des sols
L'occupation des sols de la commune, telle qu'elle ressort de la base de données européenne d’occupation biophysique des sols Corine Land Cover (CLC), est marquée par l'importance des territoires agricoles (68,4 % en 2018), une proportion identique à celle de 1990 (68,4 %). La répartition détaillée en 2018 est la suivante : 
zones agricoles hétérogènes (36,6 %), terres arables (31,8 %), forêts (31,6 %).
L'IGN met par ailleurs à disposition un outil en ligne permettant de comparer l’évolution dans le temps de l’occupation des sols de la commune (ou de territoires à des échelles différentes). Plusieurs époques sont accessibles sous forme de cartes ou photos aériennes : la carte de Cassini (XVIIIe siècle), la carte d'état-major (1820-1866) et la période actuelle (1950 à aujourd'hui).

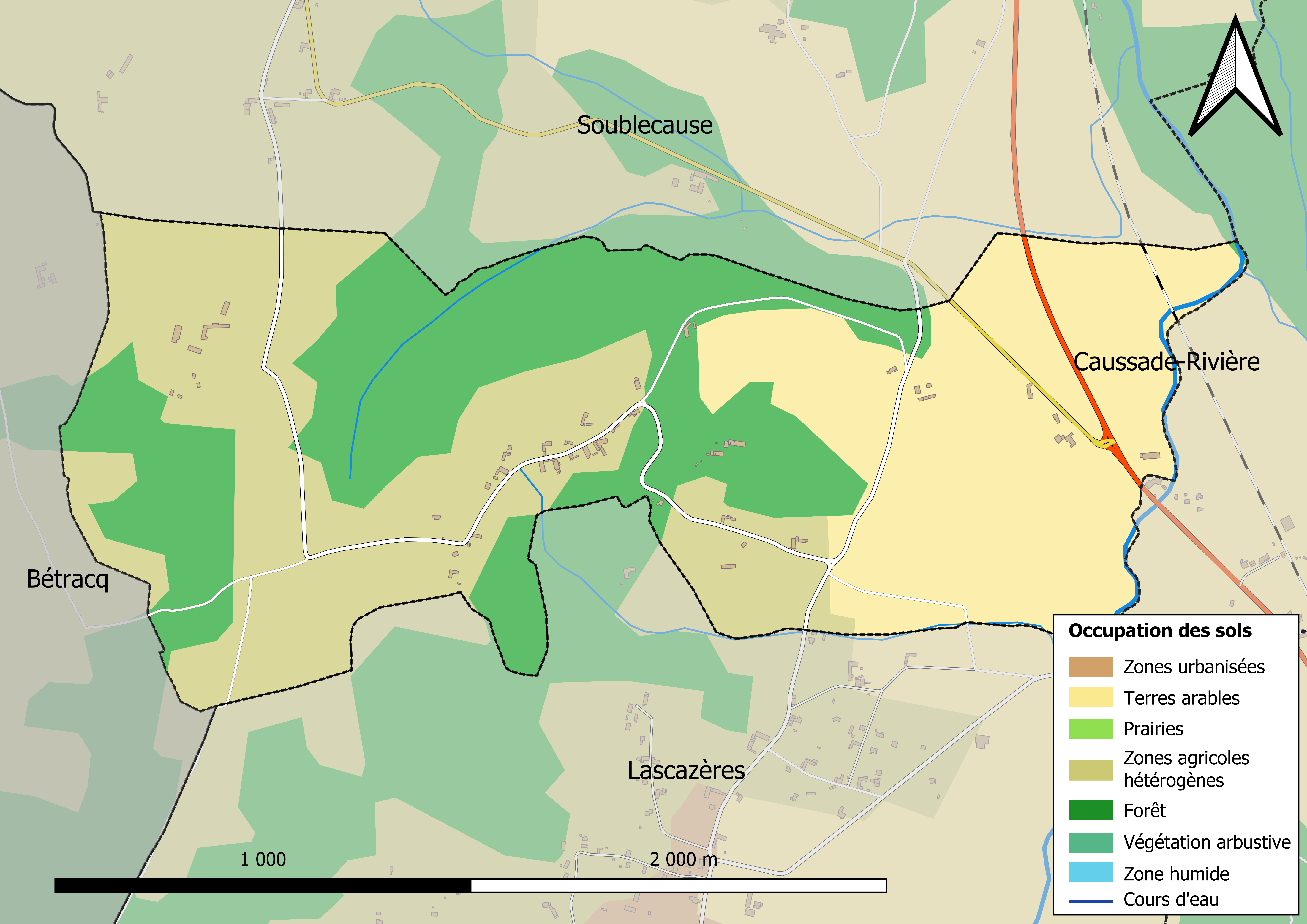
Carte des infrastructures et de l'occupation des sols en 2018 (CLC) de la commune.
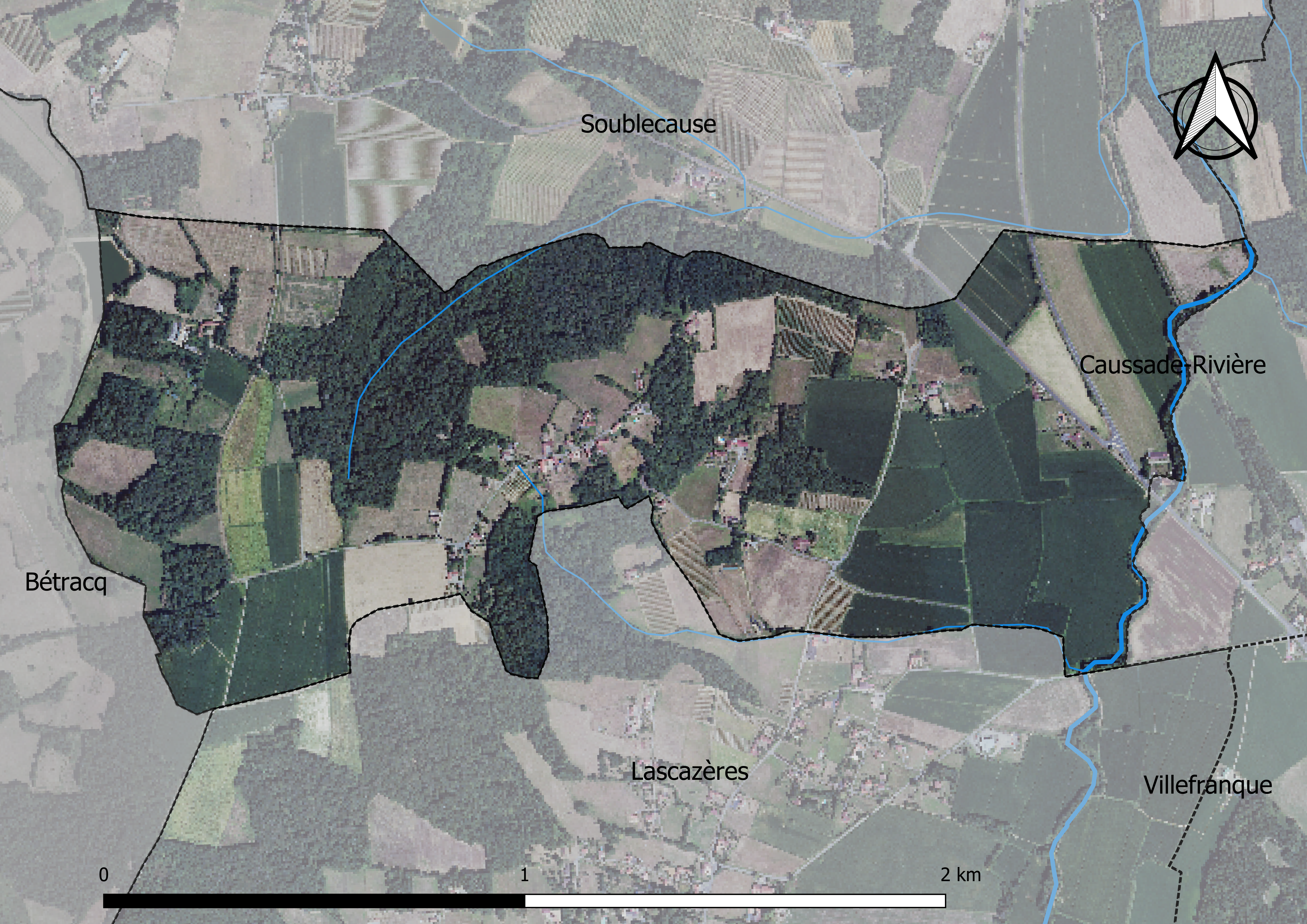
Carte orthophotogrammétrique de la commune.

### Voies de communication et transports

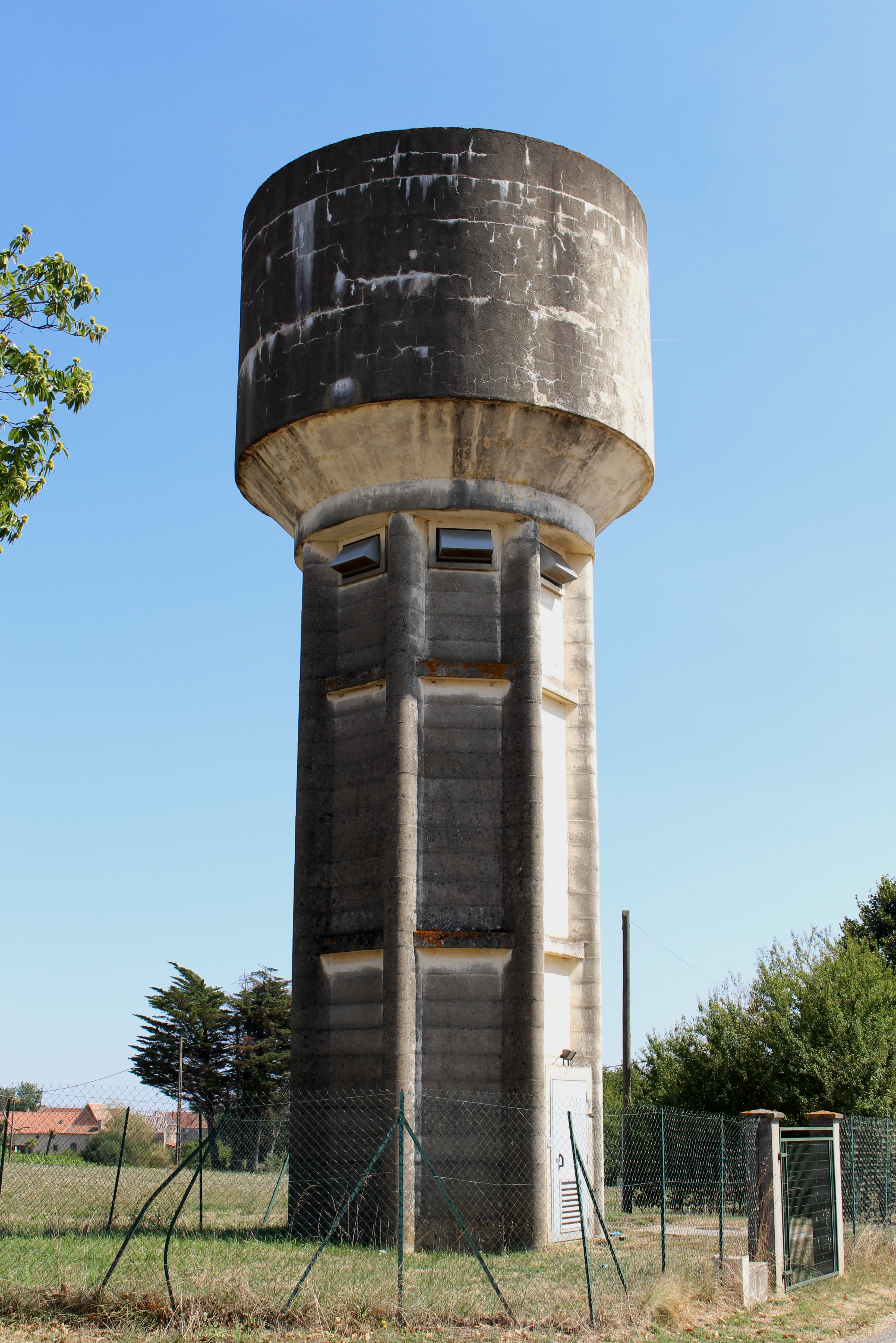
Le château d'eau de Hagedet en 2016

Cette commune est desservie par la route départementale D 935 et par les routes départementales D 48 et D 748.

### Risques majeurs
Le territoire de la commune de Hagedet est vulnérable à différents aléas naturels : météorologiques (tempête, orage, neige, grand froid, canicule ou sécheresse), inondations, mouvements de terrains et séisme (sismicité modérée). Il est également exposé à un risque technologique, le transport de matières dangereuses. Un site publié par le BRGM permet d'évaluer simplement et rapidement les risques d'un bien localisé soit par son adresse soit par le numéro de sa parcelle.

#### Risques naturels
Certaines parties du territoire communal sont susceptibles d’être affectées par le risque d’inondation par débordement de cours d'eau, notamment le Louet. La cartographie des zones inondables en ex-Midi-Pyrénées réalisée dans le cadre du XIe Contrat de plan État-région, visant à informer les citoyens et les décideurs sur le risque d’inondation, est accessible sur le site de la DREAL Occitanie. La commune a été reconnue en état de catastrophe naturelle au titre des dommages causés par les inondations et coulées de boue survenues en 1982, 1999 et 2009,.
Hagedet est exposée au risque de feu de forêt. Un plan départemental de protection des forêts contre les incendies a été approuvé par arrêté préfectoral le 21 avril 2020 pour la période 2020-2029. Le précédent couvrait la période 2007-2017. L’emploi du feu est régi par deux types de réglementations. D’abord le code forestier et l’arrêté préfectoral du 27 octobre 2014, qui réglementent l’emploi du feu à moins de 200 m des espaces naturels combustibles sur l’ensemble du département. Ensuite celle établie dans le cadre de la lutte contre la pollution de l’air, qui interdit le brûlage des déchets verts des particuliers. L’écobuage est quant à lui réglementé dans le cadre de commissions locales d’écobuage (CLE)

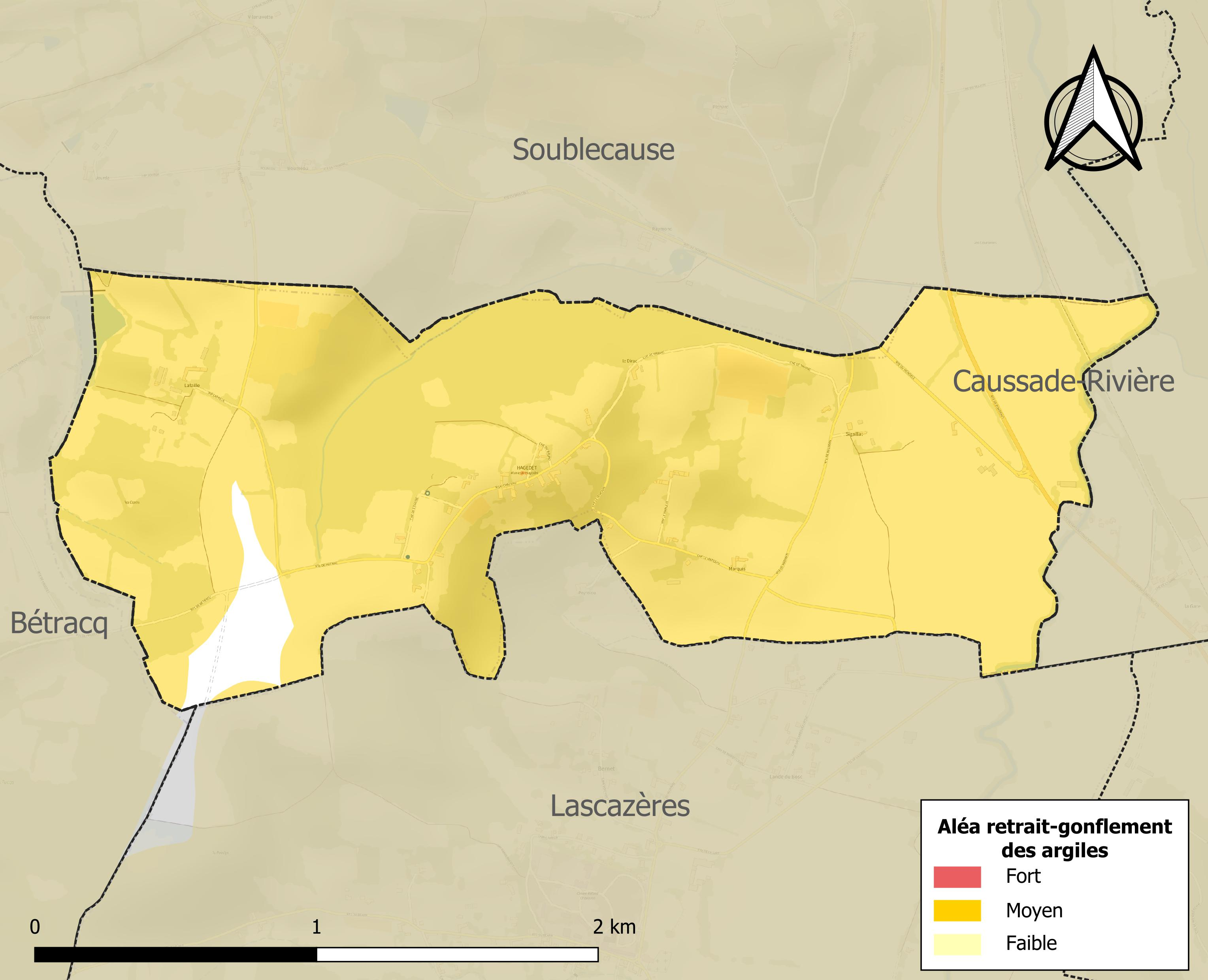
Carte des zones d'aléa retrait-gonflement des sols argileux de Hagedet.

Les mouvements de terrains susceptibles de se produire sur la commune sont des tassements différentiels.
Le retrait-gonflement des sols argileux est susceptible d'engendrer des dommages importants aux bâtiments en cas d’alternance de périodes de sécheresse et de pluie. 96,9 % de la superficie communale est en aléa moyen ou fort (44,5 % au niveau départemental et 48,5 % au niveau national). Sur les 28 bâtiments dénombrés sur la commune en 2019, 28 sont en aléa moyen ou fort, soit 100 %, à comparer aux 75 % au niveau départemental et 54 % au niveau national. Une cartographie de l'exposition du territoire national au retrait gonflement des sols argileux est disponible sur le site du BRGM,.
Par ailleurs, afin de mieux appréhender le risque d’affaissement de terrain, l'inventaire national des cavités souterraines permet de localiser celles situées sur la commune.
Concernant les mouvements de terrains, la commune a été reconnue en état de catastrophe naturelle au titre des dommages causés par des mouvements de terrain en 1999.

#### Risque technologique
Le risque de transport de matières dangereuses sur la commune est lié à sa traversée par une infrastructure ferroviaire. Un accident se produisant sur une telle infrastructure est susceptible d’avoir des effets graves sur les biens, les personnes ou l'environnement, selon la nature du matériau transporté. Des dispositions d’urbanisme peuvent être préconisées en conséquence.

## Toponymie

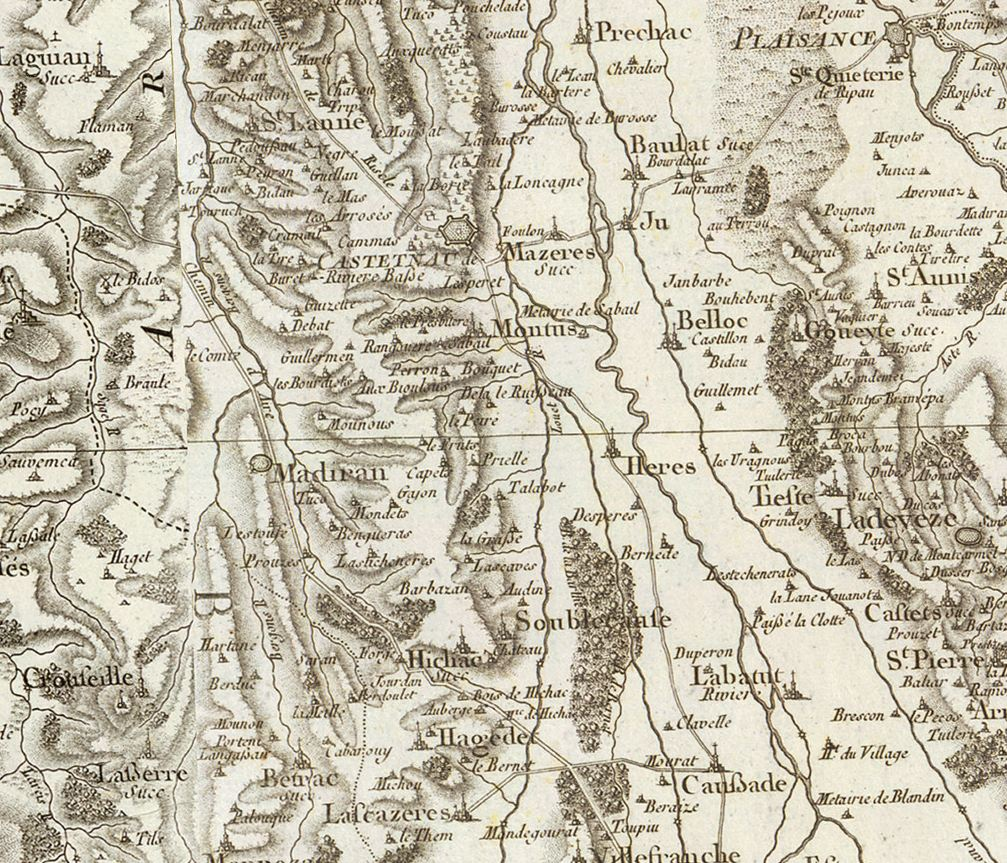
Extrait de la carte de Cassini (entre 1756 et 1789) situant Hagedet au sud de Castelnau-Rivière-Basse.

On trouvera les principales informations dans le Dictionnaire toponymique des communes des Hautes-Pyrénées de Michel Grosclaude et Jean-François Le Nail qui rapporte les dénominations historiques du village :
Dénominations historiques :
- de Fagedeto, latin (1300, enquête Bigorre) ;
- de Fagedeto, latin (1342, pouillé de Tarbes) ;
- de Fagadeto, latin (1379, procuration Tarbes) ;
- Hagedet (fin XVIIIe siècle, carte de Cassini).

Étymologie : du latin fagetellum : petite hêtraie.
Nom occitan : Hagedèth.

## Histoire

### Protohistoire-Antiquité

#### Protohistoire La Tène II-III
Au lieu-dit Le Château, on note la présence d'un habitat fortifié protohistorique de morphologie oblongue difficile à déterminer. L'habitat s'établit sur une zone typique d'implantation protohistorique : zone de plateau ou de crête surplombant les alentours. Dans le cas de Hagedet, le site "occupe la fin d'une crête qui termine un assez large plateau incliné sur deux pentes en nord-ouest et en sud-est". L'occupation a une surface de 125m x105m. Ce genre d'implantation de type Éperon barré est caractérisé par la présence d'un rempart ou talus avec un fossé.

#### Antiquité
La commune est comprise dans les limites des sphères d'influences des peuples dit Bigerriones et Beneharnum. Une voie romaine secondaire, La Poutge ou Viasse, touche le quartier du Bédat.

### Moyen Age

#### XIe–XIIesiècles
D'après A. de Piémontois dans Notice Généalogique sur les Seigneurs de Hagedet-Lascazères en Rivière Basse, 1913, c'est au XIe siècle que le nom de Fagedet apparaîtrait, dérivé de Fago dato "donné au dieu Fagus" (Hêtre).

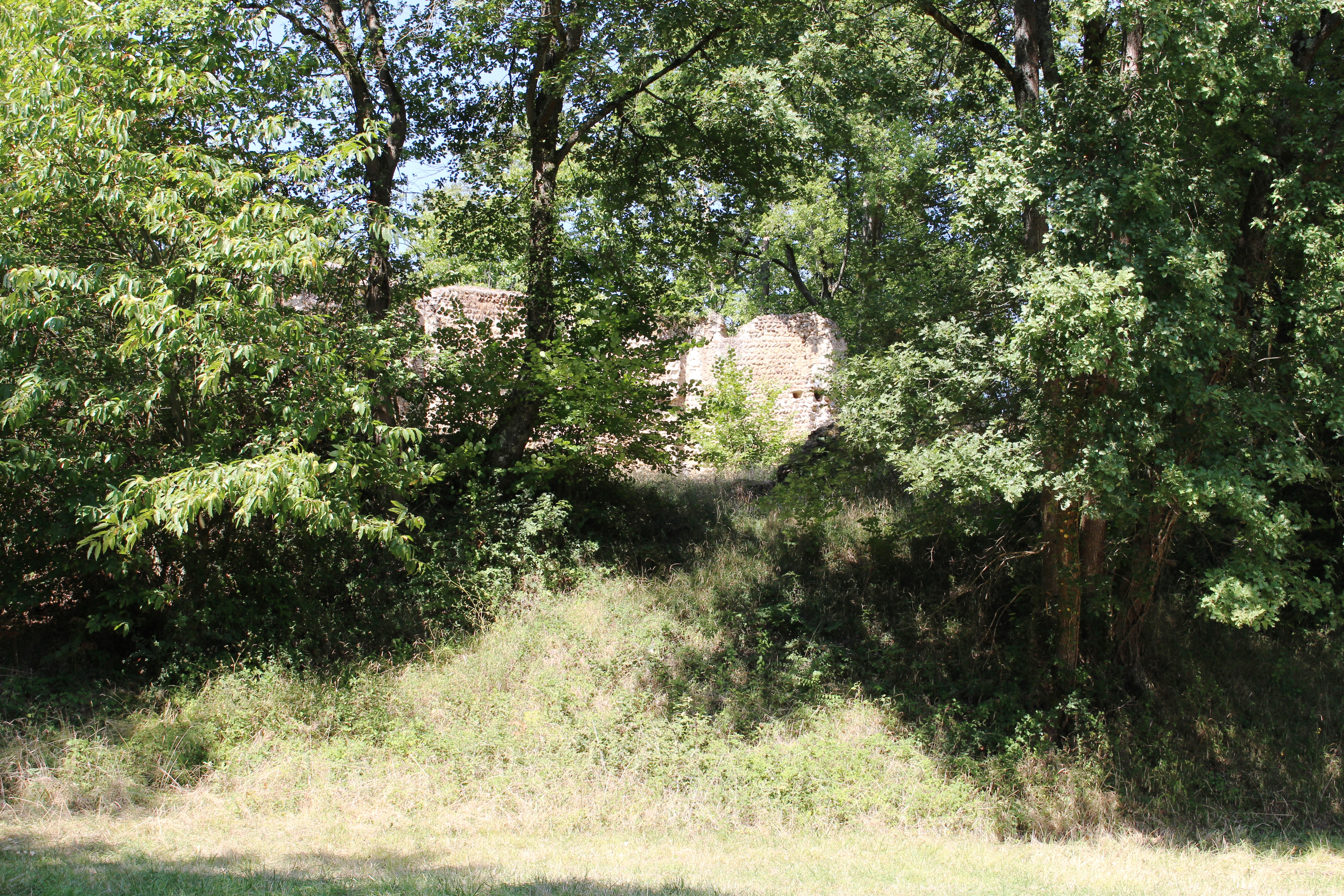
La motte castrale (classée monument historique).

### Cadastre napoléonien de Hagedet
Le plan cadastral napoléonien de Hagedet est consultable sur le site des archives départementales des Hautes-Pyrénées.

## Politique et administration

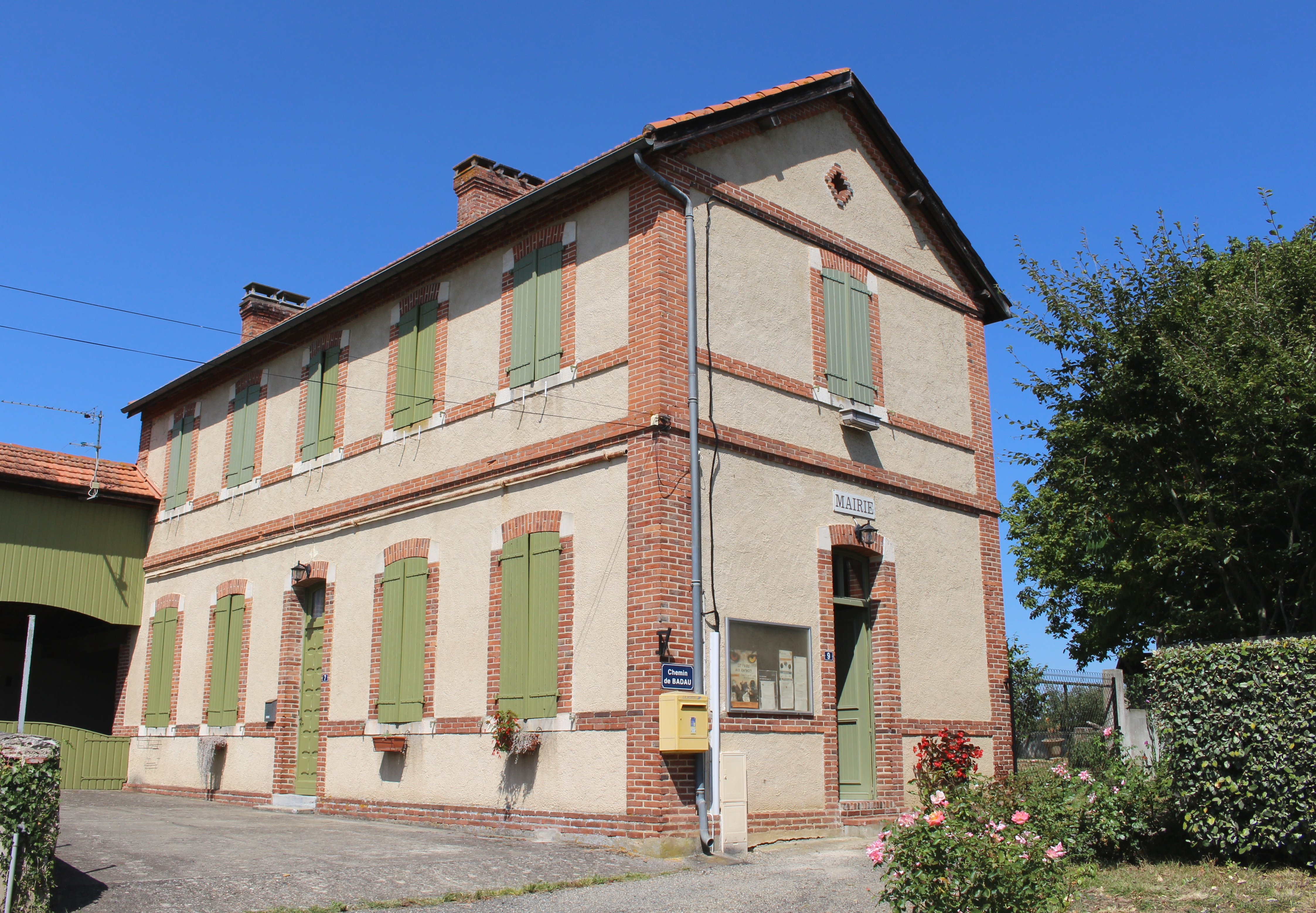
La mairie en 2016.

### Liste des maires
| Période                                  | Période      | Identité            | Étiquette | Qualité |
| ---------------------------------------- | ------------ | ------------------- | --------- | ------- |
| Les données manquantes sont à compléter. |              |                     |           |         |
|                                          |              |                     |           |         |
| avant 1988                               | 2009 (décès) | Guy Lasbats         | SE        |         |
| 2009                                     | En cours     | Véronique Soubabère | SE        |         |

### Rattachements administratifs et électoraux

#### Historique administratif
Sénéchaussée de Lectoure, élection d'Armagnac, pays de Rivière-Basse, marquisat de Franclieu, canton de Maubourguet puis de Castelnau-Rivière-Basse (1790).

#### Intercommunalité
Hagedet appartient à la communauté de communes Adour Madiran créée en janvier 2017 qui a la particularité de réunir 72 communes de Bigorre et Béarn.

## Population et société

### Démographie

#### Évolution démographique
| 1793 | 1800 | 1806 | 1821 | 1831 | 1836 | 1841 | 1846 | 1851 |
| ---- | ---- | ---- | ---- | ---- | ---- | ---- | ---- | ---- |
| 166  | 99   | 153  | 112  | 121  | 131  | 114  | 114  | 108  |

| 1856 | 1861 | 1866 | 1876 | 1881 | 1886 | 1891 | 1896 | 1901 |
| ---- | ---- | ---- | ---- | ---- | ---- | ---- | ---- | ---- |
| 101  | 90   | 92   | 79   | 87   | 94   | 93   | 100  | 91   |

| 1906 | 1911 | 1921 | 1926 | 1931 | 1936 | 1946 | 1954 | 1962 |
| ---- | ---- | ---- | ---- | ---- | ---- | ---- | ---- | ---- |
| 91   | 75   | 68   | 76   | 60   | 72   | 68   | 58   | 51   |

| 1968 | 1975 | 1982 | 1990 | 1999 | 2004 | 2006 | 2009 | 2014 |
| ---- | ---- | ---- | ---- | ---- | ---- | ---- | ---- | ---- |
| 53   | 42   | 34   | 43   | 40   | 46   | 44   | 47   | 45   |

| 2019 | 2022 | - | - | - | - | - | - | - |
| ---- | ---- | - | - | - | - | - | - | - |
| 44   | 42   | - | - | - | - | - | - | - |

### Enseignement
La commune dépend de l'académie de Toulouse. Elle ne dispose plus d'école en 2015.

## Économie

### Emploi
|                | 2008  | 2013  | 2018   |
| -------------- | ----- | ----- | ------ |
| Commune        | 4,2 % | 0 %   | 10,2 % |
| Département    | 7,7 % | 9,4 % | 9,8 %  |
| France entière | 8,3 % | 10 %  | 10 %   |

En 2018, la population âgée de 15 à 64 ans s'élève à 30 personnes, parmi lesquelles on compte 62 % d'actifs (51,8 % ayant un emploi et 10,2 % de chômeurs) et 38 % d'inactifs,. En  2018, le taux de chômage communal (au sens du recensement) des 15-64 ans est supérieur à celui du département et de la France, alors qu'en 2008 la situation était inverse.
La commune fait partie de la couronne de l'aire d'attraction de Maubourguet, du fait qu'au moins 15 % des actifs travaillent dans le pôle,. Elle compte 6 emplois en 2018, contre 5 en 2013 et 8 en 2008. Le nombre d'actifs ayant un emploi résidant dans la commune est de 17, soit un indicateur de concentration d'emploi de 35,2 % et un taux d'activité parmi les 15 ans ou plus de 47,6 %.
Sur ces 17 actifs de 15 ans ou plus ayant un emploi, 4 travaillent dans la commune, soit 24 % des habitants. Pour se rendre au travail, 88,2 % des habitants utilisent un véhicule personnel ou de fonction à quatre roues et 11,8 % n'ont pas besoin de transport (travail au domicile).

### Activités
La commune fait partie des zones d'appellation d'origine contrôlée (AOC) du madiran, du pacherenc-du-vic-bilh et du béarn.
Les principales activités économiques sont l'agriculture (élevage de bovins et d'ovins, culture du maïs et du blé...), mais on y trouve également un garage automobile et une entreprise de maçonnerie.

## Culture locale et patrimoine

### Festival de musiques actuelles
Depuis 2016, la commune d'Hagedet accueille le festival de musiques actuelles Total Festum, qui met en avant la création en langue occitane-gasconne. Ce festival qui se déroule chaque année autour du 10 juin est réputé pour sa convivialité et sa programmation musicale de qualité, et connait un succès croissant chaque année.

### Lieux et monuments
- Église Saint-Michel de Hagedet.

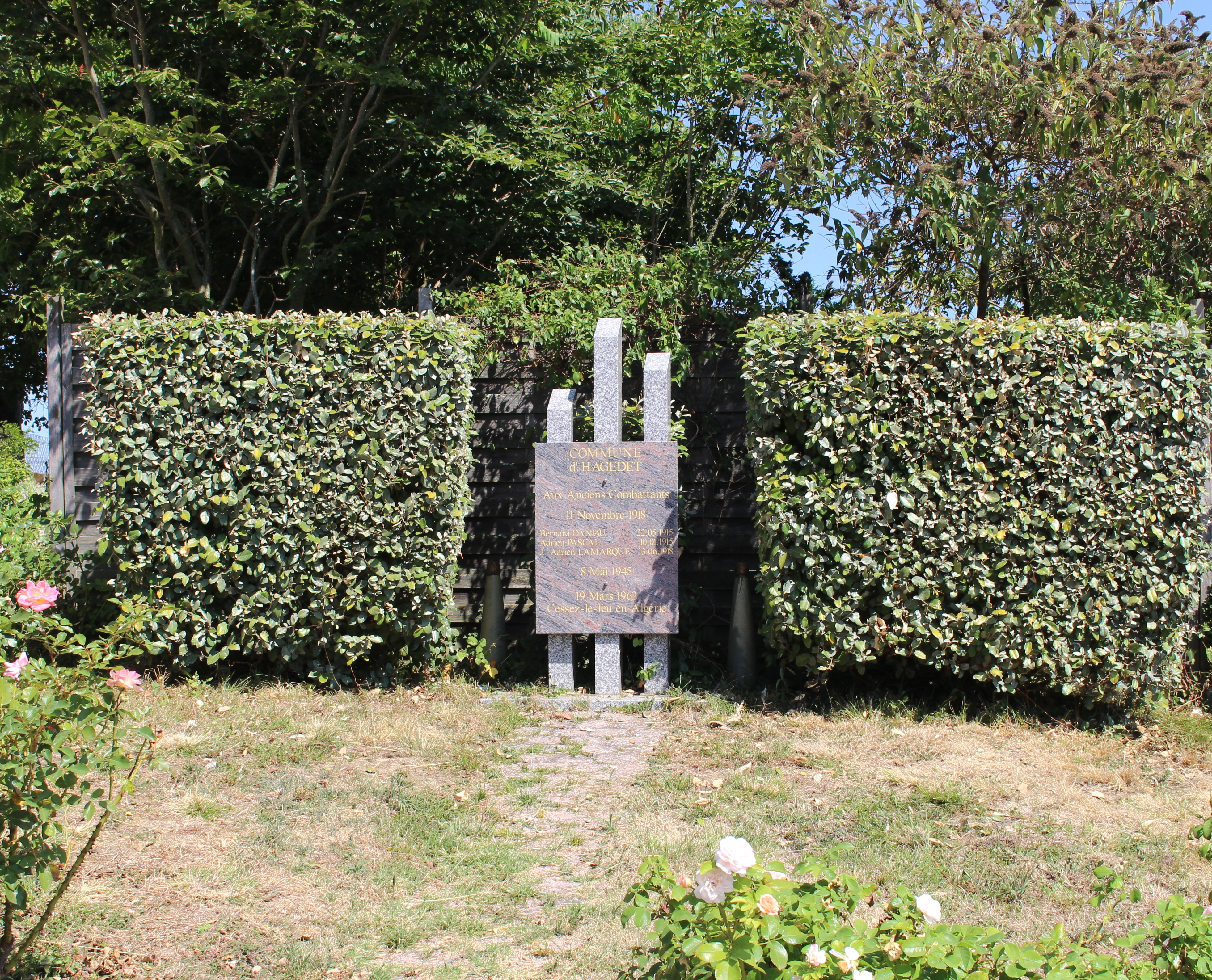
Le monument aux morts municipal.

- Le château et sa motte castrale se situe sur la commune de Hagedet. Elle est l'objet d'études historiques et est inscrite aux monuments historiques.

Sélection de vues de l'église Saint-Michel en 2016.
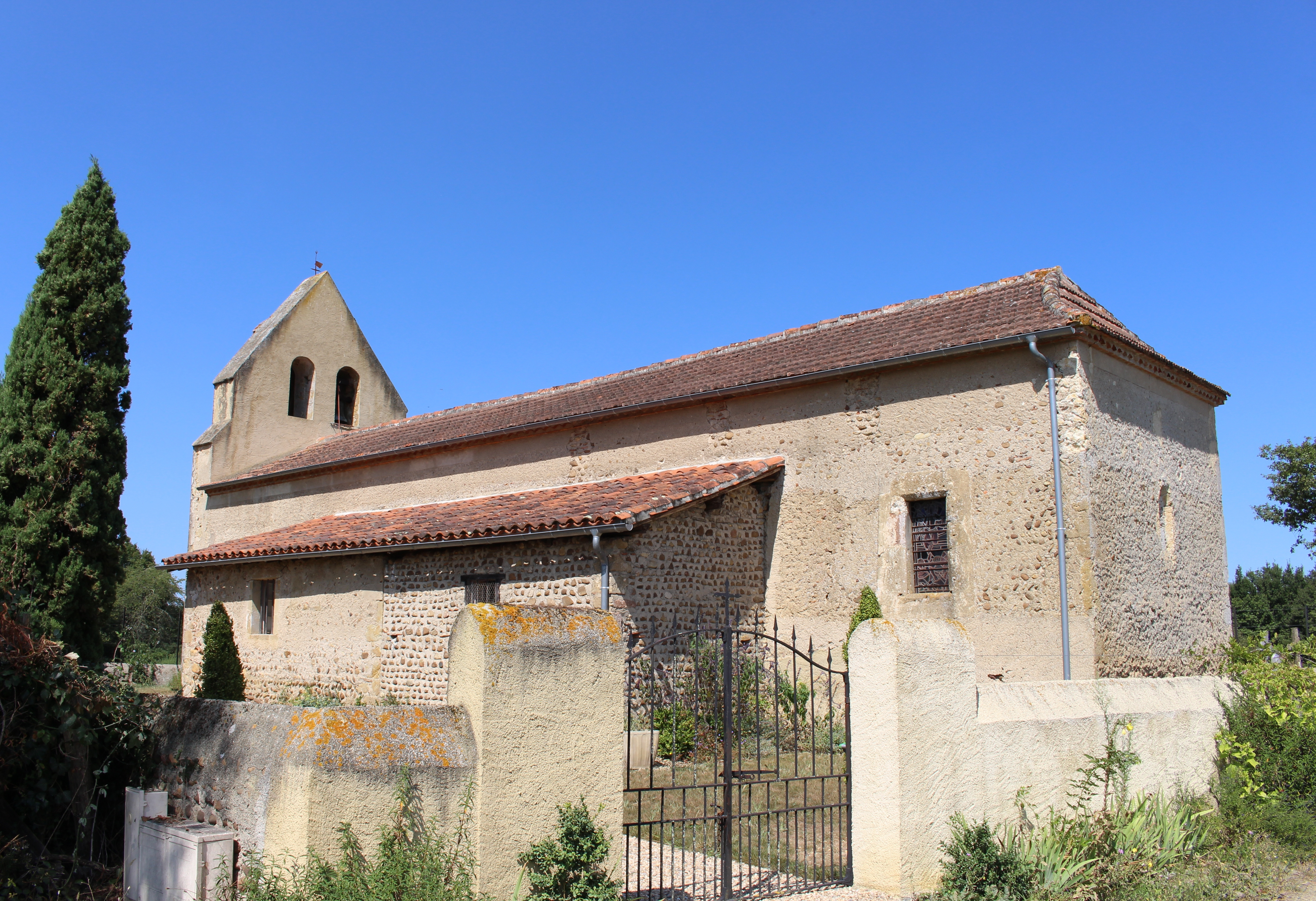
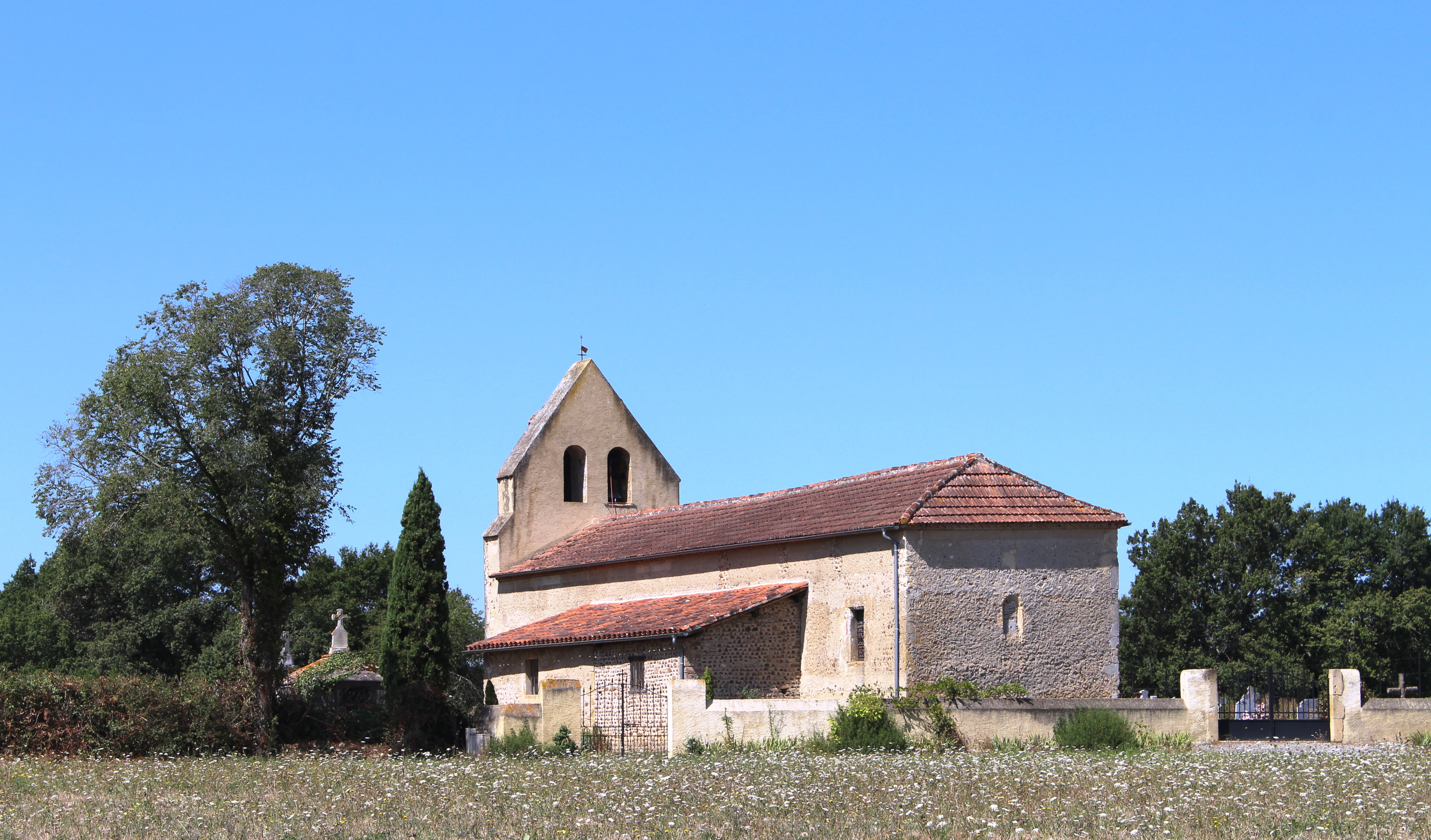

### Héraldique et devise
| Blason | Blasonnement : Écartelé : au premier et au quatrième de gueules à la bande d'or, au deuxième et au troisième de gueules au lion d'or. |